# Christoph Ernst von Diez
Christoph Ernst von Diez (* 16. Juli 1543; † 20. April 1603 in der Festung Ziegenhain) war Graf von Diez aus dem Haus Hessen.

## Leben
Christoph Ernst war ein Sohn des Landgrafen Philipp I. von Hessen, der mit Margarethe von der Saale in morganatischer Ehe lebte und mit ihr neun Kinder hatte. Unter diesen Kindern führte lediglich Christophs Schwester Margarethe (1544–1608) ein ähnlich langes Leben wie er selbst. Christophs ältere Brüder Philipp (1541–1569) und Hermann (1542–1568) hatten nach einer Ausbildung am französischen bzw. braunschweigischen Hof eine Militärlaufbahn eingeschlagen und starben im frühen Alter bei Gefechten. Christophs jüngere Brüder Albrecht, Philipp Conrad, Moritz und Ernst starben ebenfalls bei militärischen Auseinandersetzungen oder krankheitsbedingt im frühen Alter.
So überlebte Christoph seine sechs Brüder. Er studierte in den Jahren von 1560 bis 1564 an der Universität Marburg und der Universität Straßburg. Schon bald sollte er ein Problemfall werden: er lebte auf der Burg Ulrichstein und führte dort einen wüsten Lebenswandel, der durch Raubüberfälle, Vergewaltigungen und Bandenbildung gekennzeichnet war. Seinen Halbbrüdern Georg I. und Ludwig IV. war sein Treiben zuwider, so dass sie 1570 mit 200 Reitern und 2000 Mann Fußvolk die Burg stürmten und ihn in die Landesfestung Ziegenhain überführten. Zunächst kam er hier in einen Kerker, dann wurde er in Sicherheitsverwahrung genommen. So lebte er hier noch mehr als 30 Jahre, in denen sein Interesse vorrangig theologisch-philosophischen Studien diente. Er legte eine wertvolle Privatbibliothek an, die nach seinem Tod an die Universitätsbibliothek Marburg gegeben wurde.
Mit Zustimmung des Kaisers Maximilian II. hatte Landgraf Philipp verfügt, dass seine Kinder aus seiner Nebenehe mit Margarethe von der Saale das Wappen der Grafen von Diez und die Titel „Geborene aus dem Hause Hessen, Grafen von Diez und Herren zu Lißberg und Bickenbach“ führen sollten. Der Titel starb 1603 nach dem Tode Christophs aus.